# Niiza (Saitama)

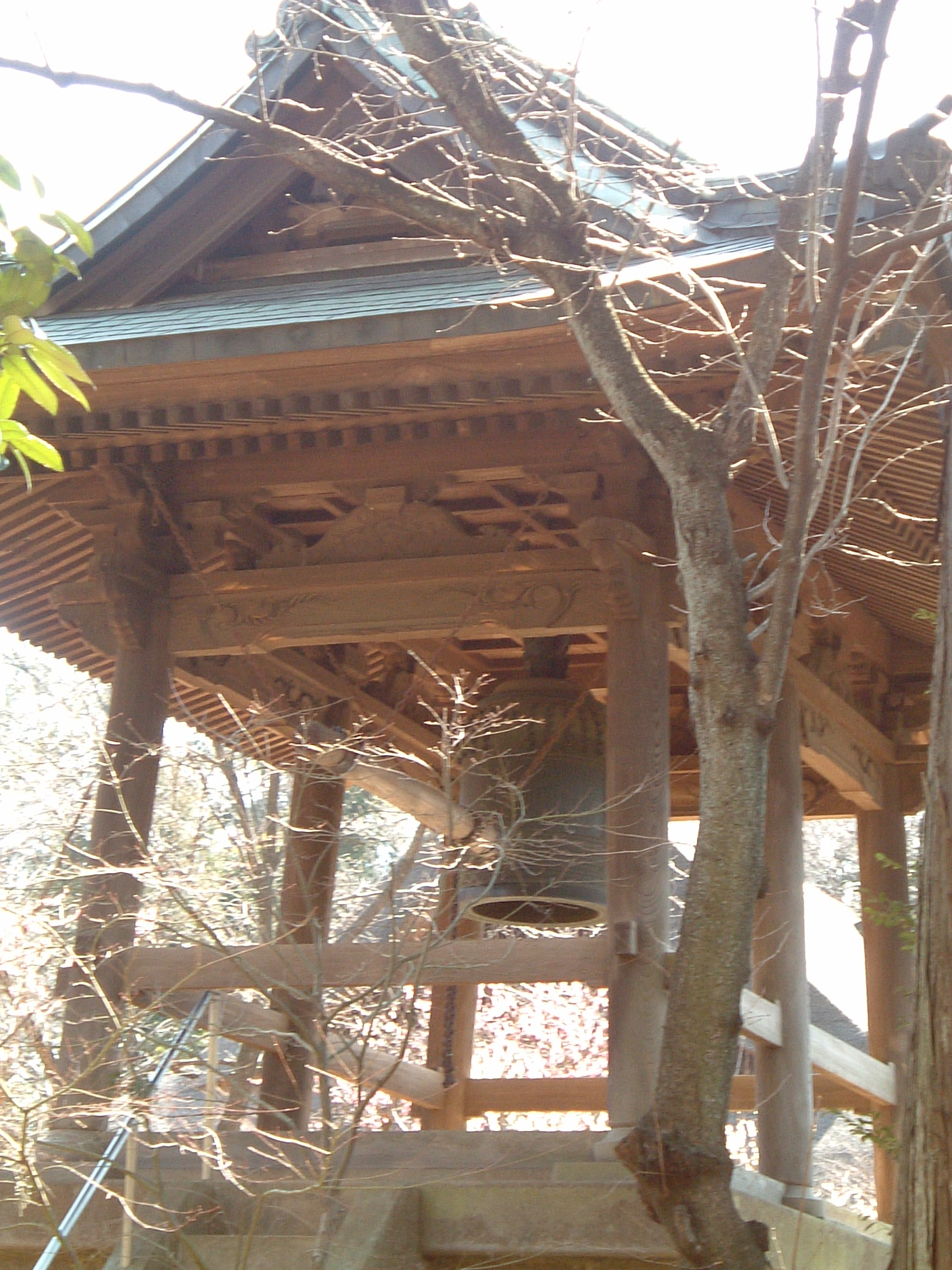
Campanario tradicional ubicado en la ciudad de Niiza.

Niiza es una ciudad ubicada en la prefectura de Saitama, Japón. Fue fundada el 1 de noviembre de 1970,
Localizada en la parte meridional de Saitama, en esencia es un suburbio de la gran área metropolitana de Tokio. El área total es de 22.80km2.
Niiza es famosa por ser población de residencia de un personaje de animación muy famoso, concretamente el del primer cómic manga de la historia, Astroboy.
Al igual que sucedió con Crayon Shin Chan en Kasukabe (Saitama), el alcalde de Niiza concedió el certificado de residencia a este famoso héroe de animación.